# گابی لوپس
گابریلا لوپس گابریل (زاده ۲۳ ژوئیه ۱۹۹۴ در سائوپائولو) یک بازیگر و مدل برزیلی است. او پس از بازی در فصل ۲۲ سریال تلویزیونی Malhação در شبکه رده گلوبو در سطح ملی به شهرت رسید. گابی از ۱۵ سالگی به عنوان بازیگر فعالیت خود را آغاز کرد. او در سال ۲۰۰۲ در سن ۸ سالگی وارد تلویزیون شد، زمانی که در SBT در کنار مجری معروف تلویزیون هبه کامارگو مجری برنامه ویژه روز کودک بود.

## فیلم‌شناسی

### تلویزیون
| سال  | عنوان                    | شخصیت         | کانال      |
| ---- | ------------------------ | ------------- | ---------- |
| ۲۰۰۵ | نمایش گفتگوی هبه کامارگو | مهمان ویژه    | SBT        |
| ۲۰۰۶ | دیسپاردا                 | مجری تلویزیون | PlayTV     |
| ۲۰۰۶ | ترکیبی فالا + جوگا       | مجری تلویزیون | PlayTV     |
| ۲۰۰۶ | منطقه بازی               | مجری تلویزیون | PlayTV     |
| ۲۰۰۶ | سینما بازی               | مجری تلویزیون | PlayTV     |
| ۲۰۰۸ | پاترولا نیک              | خبرنگار       | نیکلودئون  |
| ۲۰۰۹ | نیکرز                    | خبرنگار       | نیکلودئون  |
| ۲۰۱۰ | ورود به نوجوانان         | الین          | ام تی وی   |
| ۲۰۱۲ | Julie e os Fantasmas     | رابی          | نیکلودئون  |
| ۲۰۱۳ | Segredos Médicos         | بیا           | چند نمایشی |
| ۲۰۱۴ | Na Mira do Crime         | بیانکا        | FOX        |
| ۲۰۱۴ | مالهسائو سونهوس          | Pri           | رد گلوبو   |
| ۲۰۱۵ | Casos de Ocorrência      | جسیکا         | چند نمایشی |
| ۲۰۱۶ | سعیدیرا                  | کارولینا      | رد گلوبو   |

### سینما
| سال  | عنوان                        | شخصیت    |
| ---- | ---------------------------- | -------- |
| ۲۰۰۸ | Os Castelos Não São Eternos  | فرناندا  |
| ۲۰۱۱ | از ام سوپرو د ویدا           | ماریا    |
| ۲۰۱۲ | Eu e Meu Guarda Chuva        | جولیا    |
| ۲۰۱۴ | Casa dos Sonhos Esquecidos   | مادام رز |
| ۲۰۱۴ | Na Mira do Crime O Filme     | بیانکا   |
| ۲۰۱۵ | O Último Virgem              | بیا      |
| ۲۰۱۵ | Vende-se Ilusões             | گابی     |
| ۲۰۱۶ | راه آزاد                     | کلودیا   |
| ۲۰۱۶ | Solteira Quase Surtando      | بلاگیرا  |
| ۲۰۱۶ | فیلم اینترنتی                | فابی     |
| ۲۰۲۰ | A menina que matou os pais   | کارول    |
| ۲۰۲۰ | O menino que matou meus pais | کارول    |

### تئاتر
| سال  | عنوان               | شخصیت   |
| ---- | ------------------- | ------- |
| ۲۰۰۳ | Parece Mas Não É    | برونا   |
| ۲۰۰۴ | بابل                | راینها  |
| ۲۰۱۲ | شهر فرشته           | لانکس   |
| ۲۰۱۳ | پرنسس دیزنی         | سیندرلا |
| ۲۰۱۵ | Ladrões de Estrelas | ویولتا  |

### نماهنگ
| سال  | عنوان                             | هنرمند             |
| ---- | --------------------------------- | ------------------ |
| ۲۰۰۹ | Antes de Dormir                   | 4LIVE              |
| ۲۰۱۰ | تارد دیمیس                        | گارنت              |
| ۲۰۱۰ | آنجوس نورمیس                      | کامی               |
| ۲۰۱۱ | Cedo ou Tarde                     | Nx صفر             |
| ۲۰۱۲ | پرنسینها                          | لوکاس لوکو         |
| ۲۰۱۳ | لیور                              | فرناندو و سوروکابا |
| ۲۰۱۳ | بلا ایا فرا                       | Munhoz e Mariano   |
| ۲۰۱۵ | پرتو دی میم                       | آرواندا            |
| ۲۰۱۵ | گامپ                              | دی لوکا            |
| ۲۰۱۵ | کوله پشتی                         | یودی تاماشیرو      |
| ۲۰۱۵ | Don't Wanna Touchdown feat Polina | جانی گلووز         |
| ۲۰۱۵ | Viver por Viver                   | کیم لیریو          |
| ۲۰۱۵ | دویس آمورس                        | ویتور کلی          |
| ۲۰۱۵ | Eu Vim Pra Ficar                  | مک گویم            |
| ۲۰۱۵ | کازا نوا                          | جاما               |
| ۲۰۱۵ | ریو کالیفرنیا                     | رافائل آلمیدا      |
| ۲۰۱۵ | بیجا-فلور من بیجا                 | برونینیو و داوی    |
| ۲۰۱۶ | Depois Das 3                      | برونینیو و داوی    |
| ۲۰۱۶ | مسما لوا                          | برونینیو و داوی    |
| ۲۰۱۶ | هالیوود                           | فرهنگ قدیمی        |
| ۲۰۱۶ | Hoje Eu Accordei feat. جوی ماتوس  | پولو               |
| ۲۰۱۶ | دلیشیا                            | تریبو کوردل        |
| ۲۰۱۶ | تسلیم شدن                         | داوی کارتاکسو      |